# Sirrenbergtunnel

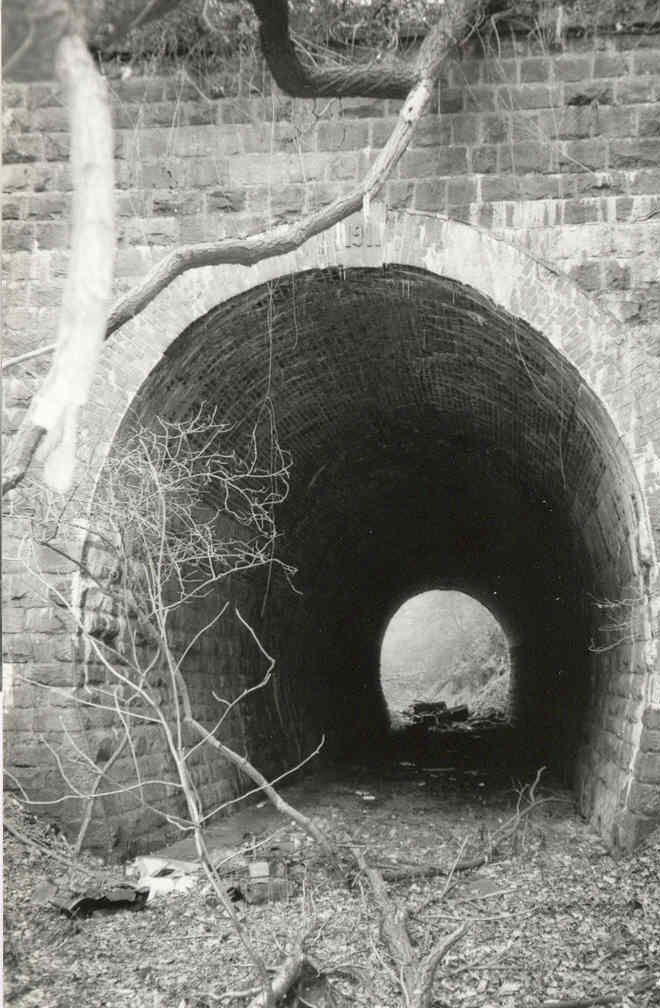
Sirrenbergtunnel, Südwestportal

Der Sirrenbergtunnel, auch Tunnel Kleine Windmühle genannt, ist ein Eisenbahntunnel im Verlauf der ehemaligen normalspurigen Kleinbahn Bossel–Blankenstein. Er befindet sich am Sirrenberg auf dem Gebiet der Stadt Sprockhövel und unterquert die Sirrenbergstraße.
Der 36 m lange Tunnel wurde um 1910 erbaut und 1966 stillgelegt.